# 1139 год
1139 (ты́сяча сто три́дцать девя́тый) год  по юлианскому календарю — невисокосный год, начинающийся в воскресенье. Это 1139 год нашей эры, 9‑й год 4‑го десятилетия XII века 2‑го тысячелетия, 10‑й год 1130‑х годов. Он закончился 886 лет назад.
| Пн | Вт | Ср | Чт | Пт | Сб | Вс |
|    |    |    |    |    |    | 1  |
| 2  | 3  | 4  | 5  | 6  | 7  | 8  |
| 9  | 10 | 11 | 12 | 13 | 14 | 15 |
| 16 | 17 | 18 | 19 | 20 | 21 | 22 |
| 23 | 24 | 25 | 26 | 27 | 28 | 29 |
| 30 | 31 |    |    |    |    |    |

| Пн | Вт | Ср | Чт | Пт | Сб | Вс |
|    |    | 1  | 2  | 3  | 4  | 5  |
| 6  | 7  | 8  | 9  | 10 | 11 | 12 |
| 13 | 14 | 15 | 16 | 17 | 18 | 19 |
| 20 | 21 | 22 | 23 | 24 | 25 | 26 |
| 27 | 28 |    |    |    |    |    |

| Пн | Вт | Ср | Чт | Пт | Сб | Вс |
|    |    | 1  | 2  | 3  | 4  | 5  |
| 6  | 7  | 8  | 9  | 10 | 11 | 12 |
| 13 | 14 | 15 | 16 | 17 | 18 | 19 |
| 20 | 21 | 22 | 23 | 24 | 25 | 26 |
| 27 | 28 | 29 | 30 | 31 |    |    |

| Пн | Вт | Ср | Чт | Пт | Сб | Вс |
|    |    |    |    |    | 1  | 2  |
| 3  | 4  | 5  | 6  | 7  | 8  | 9  |
| 10 | 11 | 12 | 13 | 14 | 15 | 16 |
| 17 | 18 | 19 | 20 | 21 | 22 | 23 |
| 24 | 25 | 26 | 27 | 28 | 29 | 30 |

| Пн | Вт | Ср | Чт | Пт | Сб | Вс |
| 1  | 2  | 3  | 4  | 5  | 6  | 7  |
| 8  | 9  | 10 | 11 | 12 | 13 | 14 |
| 15 | 16 | 17 | 18 | 19 | 20 | 21 |
| 22 | 23 | 24 | 25 | 26 | 27 | 28 |
| 29 | 30 | 31 |    |    |    |    |

| Пн | Вт | Ср | Чт | Пт | Сб | Вс |
|    |    |    | 1  | 2  | 3  | 4  |
| 5  | 6  | 7  | 8  | 9  | 10 | 11 |
| 12 | 13 | 14 | 15 | 16 | 17 | 18 |
| 19 | 20 | 21 | 22 | 23 | 24 | 25 |
| 26 | 27 | 28 | 29 | 30 |    |    |

| Пн | Вт | Ср | Чт | Пт | Сб | Вс |
|    |    |    |    |    | 1  | 2  |
| 3  | 4  | 5  | 6  | 7  | 8  | 9  |
| 10 | 11 | 12 | 13 | 14 | 15 | 16 |
| 17 | 18 | 19 | 20 | 21 | 22 | 23 |
| 24 | 25 | 26 | 27 | 28 | 29 | 30 |
| 31 |    |    |    |    |    |    |

| Пн | Вт | Ср | Чт | Пт | Сб | Вс |
|    | 1  | 2  | 3  | 4  | 5  | 6  |
| 7  | 8  | 9  | 10 | 11 | 12 | 13 |
| 14 | 15 | 16 | 17 | 18 | 19 | 20 |
| 21 | 22 | 23 | 24 | 25 | 26 | 27 |
| 28 | 29 | 30 | 31 |    |    |    |

| Пн | Вт | Ср | Чт | Пт | Сб | Вс |
|    |    |    |    | 1  | 2  | 3  |
| 4  | 5  | 6  | 7  | 8  | 9  | 10 |
| 11 | 12 | 13 | 14 | 15 | 16 | 17 |
| 18 | 19 | 20 | 21 | 22 | 23 | 24 |
| 25 | 26 | 27 | 28 | 29 | 30 |    |

| Пн | Вт | Ср | Чт | Пт | Сб | Вс |
|    |    |    |    |    |    | 1  |
| 2  | 3  | 4  | 5  | 6  | 7  | 8  |
| 9  | 10 | 11 | 12 | 13 | 14 | 15 |
| 16 | 17 | 18 | 19 | 20 | 21 | 22 |
| 23 | 24 | 25 | 26 | 27 | 28 | 29 |
| 30 | 31 |    |    |    |    |    |

| Пн | Вт | Ср | Чт | Пт | Сб | Вс |
|    |    | 1  | 2  | 3  | 4  | 5  |
| 6  | 7  | 8  | 9  | 10 | 11 | 12 |
| 13 | 14 | 15 | 16 | 17 | 18 | 19 |
| 20 | 21 | 22 | 23 | 24 | 25 | 26 |
| 27 | 28 | 29 | 30 |    |    |    |

| Пн | Вт | Ср | Чт | Пт | Сб | Вс |
|    |    |    |    | 1  | 2  | 3  |
| 4  | 5  | 6  | 7  | 8  | 9  | 10 |
| 11 | 12 | 13 | 14 | 15 | 16 | 17 |
| 18 | 19 | 20 | 21 | 22 | 23 | 24 |
| 25 | 26 | 27 | 28 | 29 | 30 | 31 |

## События
- 1135—1154 — гражданская война в Англии. Длительный феодальный конфликт в Англо-нормандском государстве, вызванный борьбой за престол после смерти короля Генриха I[1].
- Второй Латеранский собор. Осуждение Арнольда Брешианского. Низложение антипапы Анаклета II.
- Победа графа Португалии Альфонса Энрикеса над Леоном. Португалия стала самостоятельным королевством: 
  - 25 июля — победа в битве при Оурике (Кирике) над арабами[2].
- 9 апреля — Даремский договор подписан между королём Стефаном Блуа и Давидом I по которому вся Северная Англия (Нортумберленд, Камберленд, Уэстморленд и северный Ланкашир) переходила под власть шотландцев. Уступленные по договору территории были возвращены только в 1157 году[3].
- 30 сентября — землетрясение в Гяндже силой 11 баллов в Сельджукской империи (ныне территория Азербайджана) — 230 000 человек погибло[4][5].
- 12 ноября — битва у Серого Острова. Гибель Сигурда Слембе и Магнуса IV Слепого[6].
- Мятеж в Брешии против папы. Изгнание Арнольда Брешианского во Францию.
- Ромеи Иоанна Комнина вторглись в Каппадокию, где войско перенесло много трудностей. Отряд Мануила, сына Иоанна, вступил в неравный бой с тюрками, которых ромеи с трудом одолели. Осаду Неокесарии пришлось оставить.

## Русь
Правление: 1132—1139 — Ярополк Владимирович, Вячеслав Владимирович (22 февраля—4 марта) и 1139—1146 — Всеволод Ольгович (с 5 марта)

### Правление Ярополка Владимировича
- Заключение мира князем Ярополком Владимировичем под Черниговом, с князьями Ольговичами[7].
- 18 февраля — умирает Ярополк Владимирович, что вызывает новую волну княжеских конфликтов[8].

#### Правление Вячеслава Владимировича
- 22 февраля — 4 марта — киевский престол на короткое время занимает Вячеслав Владимирович[8].

##### Правление Всеволода Ольговича
- 04 марта — Всеволод Ольгович организовал новый поход на Киев, в результате которого Вячеслав Владимирович, правивший в Киеве с 22 февраля, уступил ему киевский стол и 04 марта Всеволод Ольгович вступил в Киев[9][10].
- 1139—1146 — великий князь киевский Всеволод Ольгович. При этом он стал первым киевским князем, который заняв Киев, сохранил значительные владения в оставленном им княжестве (область "Вятичи", Подесенье с г. Вщиж - плодородное Брянское ополье)[9]. Важную роль в переговорах сыграл киевский митрополит Михаил I, после переговоров с ним Киев был сдан Всеволоду Ольговичу без боя[11].
- Заняв киевский престол Всеволод Ольгович начинает войну с Мономаховичами, намереваясь, в частности, изгнать Изяслава Мстиславича из Владимира-Волынского, а Ростислава Мстиславича из Смоленска. В том же году князья заключают мир[12][13].
- Князь Владимир Володаревич поддержал ставшего киевским князем Всеволода Ольговича и совершил с двоюродным братом Иваном Васильевичем неудачный поход против владимиро-волынского князя Изяслава Мстиславича, после чего Всеволод Ольгович примиряется с Изяславом[12][14].
- Юрий Долгорукий ссорится с новгородцами узнав о вокняжении в Киеве Всеволода Ольговича, прогнавшего его брата — Вячеслава Владимировича. Юрий намеревался пойти в поход на Киев и пригласил к себе новгородцев, но те ответили отказом[8].
- Всеволод Ольгович в обход родного брата Игоря Ольговича передал Чернигов двоюродному брату Владимиру Давыдовичу[9].
- Всеволод Ольгович отправил с войсками родного брата Святослава Ольговича выгонять из Переславля князя Андрея Владимировича. Андрей Владимирович разбил Святослава Ольговича и выгнал вон из своей волости[15].
- Великий князь киевский Всеволод Ольгович и переяславский князь Андрей Владимирович заключили мир с половцами у Малотина[16].
- 1 сентября — в результате конфликта Юрия Долгорукова с новгородцами, его сын Ростислав Юрьевич (назначен в 1138 году) был вынужден покинуть новгородский стол (возвращён в 1141 году)[8].
- За отказ Великого Новгорода в помощи против князя Всеволода Ольговича, занявшего престол в Киеве, ростово-суздальский князь Юрий Владимирович взял и разорил Торжок (Новый Торг)[17].
- Осень — князь Изяслав Давидович направлен киевским князем Всеволодом Ольговичем вместе с двумя сыновьями и половцами против владимиро-волынского князя Изяслава Мстиславича и турского князя Вячеслава Владимировича к г. Туров и Владимиру-Волынскому. Войска дошли до р. Горыни и повернули назад[18][19].
- 1139—1142 — Вячеслав Владимирович, после непродолжительного времени, в третий раз становится туровским князем[10].
- 25 декабря 1139—1141 — Святослав Ольгович второй раз садится на новгородское княжение[8][20].
- Произошёл конфликт у Вячеслава Владимировича с племянником владимиро-волынским князем Изяславом Мстиславичем, который напал на его владения, однако противоречия были быстро урегулированы[10].
- Первое упоминание в летописи города Моровийска (сейчас село Моровск)[21].
- Первое упоминание села Малютинцы в летописи[15].
- Первое упоминание в Новгородской первой летописи города Новый торг (сов.Торжок), когда был захвачен войсками ростово-суздальского князя Юрия Владимировича Долгорукова (см. 1015 год)[22].

## Начало правления
См. также: Список глав государств в 1139 году
- 1139—1185 — король Португалии Афонсу I.
- 1139—1180 — герцог Саксонии Генрих Лев из рода Вельфов (ок.1129-1195, 6.8).
- 1139—1146 — регентство в Саксонии матери и бабушки Генриха Льва.
- Папа Иннокентий признаёт Роджера II королём Сицилии.

## Родились
См. также: Категория:Родившиеся в 1139 году
- Ярослав Всевлодович — князь черниговский.

## Скончались
См. также: Категория:Умершие в 1139 году
- 18 февраля (по Никоновской летописи XVI века 8 ноября 1138 года) — Ярополк II Владимирович, великий князь киевский[23].
- Магнус IV Слепой — норвежский король.
- Генрих X Гордый — баварский герцог.